# Canal 4 (San Juan)
El Canal 4 de San Juan, es un canal de televisión abierta argentino que transmite desde la ciudad de San Juan. El canal se llega a ver en parte del Gran San Juan y zonas aledañas. Es operado por la Arquidiócesis de San Juan de Cuyo.

## Programación
A diferencia de los demás canales que se encuentran en la provincia, la señal tiene gran parte de su programación local, la cual le ha proporcionado varios reconocimientos y premios a lo largo de los años. Su programación también consiste en retransmitir programación de las señales Orbe 21 y Canal 26 de Buenos Aires y de la señal internacional DW.

### Programación Local
- Efecto Noticia
- Tevediario
- Sorteo TeVe
- Competición Ciclismo
- Puyutano Sooy
- Fierros
- Liga de Fútbol Profesional
- Bochin Stick
- Temas en Familia
- Economía en Vivo
- Instantaneas Sanjuaninas
- Supremo Amor
- Dialogando
- Chapa J
- Eventos y Actualidad
- Competición Motor
- España en el Mundo
- Todo Tiene un Porque
- Camino a la Salud
- Automovilismo
- Momento Joven
- Honrar la Vida